# Miguel Lozano y Herrero
Miguel Lozano y Herrero (Jumella, Província de Múrcia, 21 de maig de 1842 - Albacete, 12 de març de 1874) fou un militar carlí. Estudià llatí i filosofia i després feu els estudis militars en l'Escola de Toledo, on aconseguí, el 1860, el grau d'oficial d'alferes; ascendí a capità el 1872. També posseïa la creu del mèrit militar. El 1873 demanà la separació de l'exèrcit liberal, fundant-se en què les seves idees no li permetien continuar en aquest cos. Llavors ingressà en les files carlistes i fou nomenat comandant, i es distingí ben aviat per la seva valentia i caràcter organitzador. Prengué part en les accions de Bocairent, Albacete, Minglanilla, Domeñó, Arenca, Terol i Alcanyís. El setembre de 1874 els seus caps coneixedors dels seus dots brillants, li encarregaren que dirigís una expedició per les províncies d'Albacete i Múrcia, i sortí al front de 500 homes d'infanteria i molts menys de cavalleria. En poc menys d'un mes portà a fi el seu encàrrec, corrent per totes les principals poblacions d'aquelles províncies, aconseguí engrossir la seva host recollí abundant armament i imposà contribucions per valor de 250.000 pessetes. A Fortuna (Múrcia) lliurà un combat contra les tropes liberals, que el derrotaren, i després un altre contra Cieza amb el mateix resultat. En la seva retirada el 16 d'octubre, fou sorprès per les forces de l'exèrcit que el tirotejaven contínuament fins als límits de la província d'Albacete, on hagués pogut posar-se a salvo, però desitjant retornar a Chelva, a on fou seguit per alguns oficials, al sortir d'aquesta població per a dirigir-se a Gibraltar, fou reconegut i pres a Linares, i un Consell de Guerra el condemnà a la pena de mort, que sofrí amb gran serenitat.